# Pico del Sirvent
El pico del Sirvent es una montaña de 2723 metros que se encuentra entre los municipios de Lles de Cerdaña, en la comarca de la Baja Cerdaña y Andorra.